# プブリウス・テレンティウス・アフェル
プブリウス・テレンティウス・アフェル（ラテン語: Publius Terentius Afer,  英語: Terence, 紀元前185年 - 紀元前159年）は共和政ローマの劇作家。テレンティウスの喜劇が最初に上演されたのは紀元前166年から紀元前160年頃である。若くして亡くなったが、その場所はおそらくギリシア、もしくはローマへ戻る途上だろうと言われている。
スエトニウスによれば、カルタゴ生まれのテレンティウスは、元老院議員テレンティウス・ルカヌスによって奴隷としてローマに連れてこられたが、肉体的な美しさと頭の良さを買われ、ルカヌスはテレンティウスに教育を施し、奴隷から解放したとされる。「テレンティウス」というノーメン（氏族名。古代ローマの人名参照）は、テレンティウス・ルカヌスからつけられたものである。テレンティウスの書いた6つの戯曲はすべて現存している。

## 生涯
テレンティウスの生涯について、スエトニウスの残した短い伝記があるが、彼が参照したいくつかの資料においてすら、様々な説が入り乱れている。はっきりしているのは、彼の作品がいつ上演されたかということだけである。
生年月日についても諸説あり、アエリウス・ドナトゥスは未完の『Commentum Terenti（テレンティウス注釈）』の中で、テレンティウスの生年を紀元前185年としている。一方、フェネステラ（en:Fenestella）はそれより10年早い紀元前195年だと主張している。テレンティウスは、小スキピオやガイウス・ラエリウス・サピエンスの寵愛を受けたとされているが、フェネステラの説では両者よりも年上となり、コルネリウス・ネポスは皆同い年であったとしている。一般的にはこのネポスの説、生年は前185年であると考えられている。
テレンティウスの生地はカルタゴか、あるいは生まれはギリシア・イタリアで、奴隷としてカルタゴに連れて行かれたのだと思われる。いずれにしても、テレンティウスの第三名「アフェル」は、奴隷としてカルタゴからローマに連れてこられたことを暗示している。「アフェル」という名前は共和政ローマの時代には二つの違う意味に使われていたが、テレンティウスの時代には、カルタゴを含むアフリカのリビア一帯の人間を指していたからである。もっとも146年の第三次ポエニ戦争以降は、カルタゴ人を指す名前は「プニクス（Punicus）」で、「アフェル」はカルタゴ人以外のアフリカ人を指すようになった。古代リビア人（en:Ancient Libya）またはベルベル人の家系だった可能性もある。
しかし、「アフェル」がアフリカ出身であることを確実に証明しているわけではなく、ルカヌスの奴隷であったという話や、同じく奴隷出身と揶揄されていたカエキリウス・スタティウスとの出会いといったエピソードは、作り話かもしれない。
紀元前166年、『アンドロス島の女』を書き上げ、紀元前160年、小スキピオの実父であるルキウス・アエミリウス・パウルス・マケドニクスの葬儀のために、『兄弟』と『義母』が上演されたと言われるが、真の作者は小スキピオやラエリウスだとする噂もあった。貧しかったとも言われるが、スエトニウスによれば20ユゲラの土地を持ち、娘はエクィテス（騎士階級）に嫁いでおり、著作活動でいくらか報酬を得ていたことは確かであろう。その後、海外へ出かけて亡くなったとされるが、なぜ、そしてどこへ向かったのかすら定かでなく、新作の原稿を無くしたことによる失望、溺死や病死などさまざまな理由が付けられ、紀元前159年に没したとされる。突然の渡航は、追放の可能性も考えられる。

## 評価
Homo sum, humani nil a me alienum puto
-- 「私は人間である。人間に関わることなら何でも自分に無縁であるとは思わない」。テレンティウス『自虐者』77。

### 古代

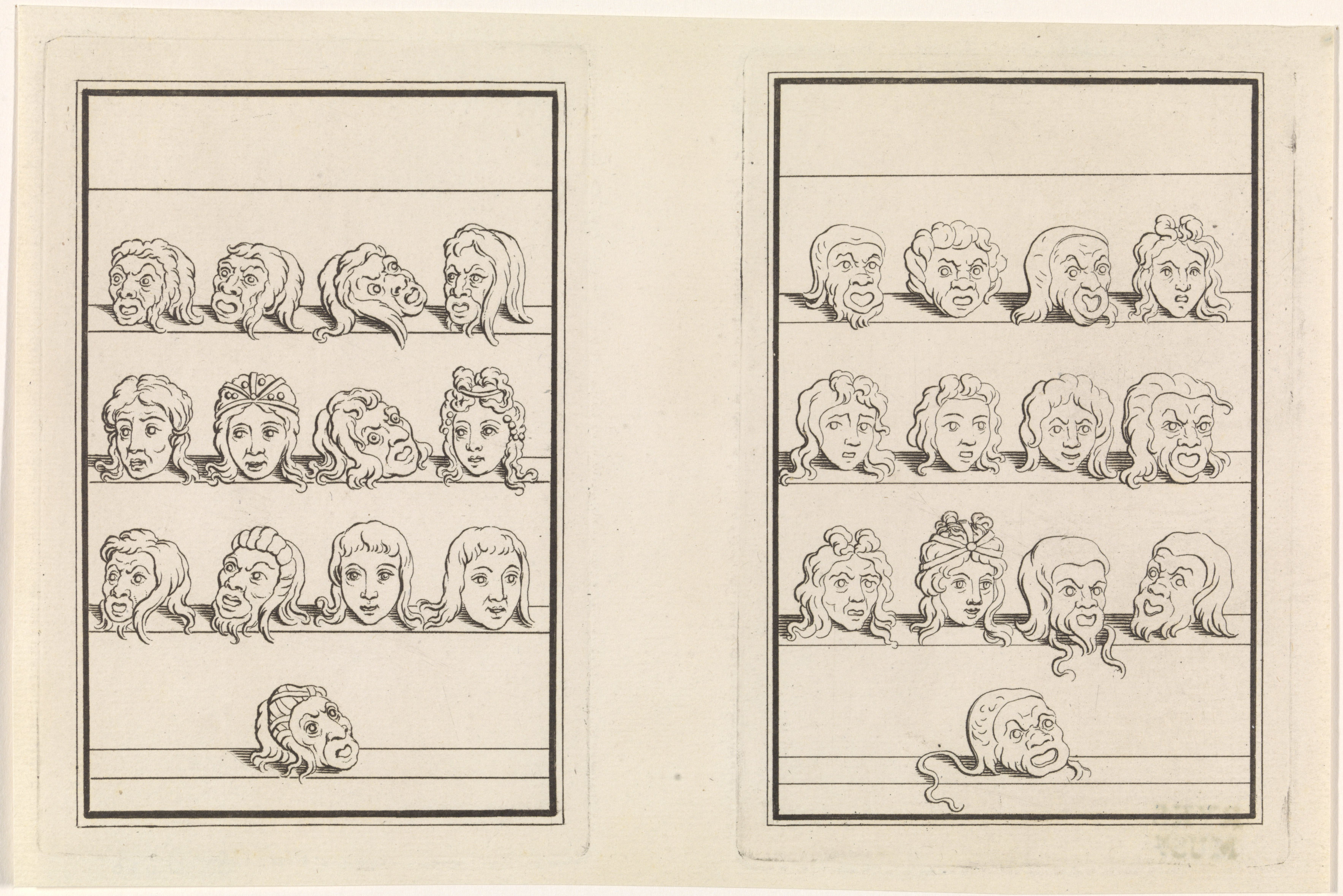
『兄弟』と『アンドロス島の女』で使用される仮面の絵。アムステルダム国立美術館

古代ローマの演劇は、紀元前3世紀のルキウス・リウィウス・アンドロニクスが古代ギリシアの演劇を翻訳して上演したことで本格的に始まり、グナエウス・ナエウィウス、エンニウスを通じて広まるうちに、分野の専門化が進み、ギリシアの新喜劇を専門に翻案して人気があったのがプラウトゥスとテレンティウスであった。この二人は、後に「喜劇の父」と称される。
プラウトゥスは、面白さを追求し、そのためなら容赦なく原作に手を入れ、祝祭にふさわしい庶民的な作品を作り上げた。一方テレンティウスは、プラウトゥスよりも原作に忠実で、下手にローマ化せず、笑いよりもリアルな描写を追及したところが対照的である。キケロやホラティウスといったインテリ層にはその上品さが逆に好まれ、ガイウス・ユリウス・カエサルには「純粋な言葉の愛好者」と評されたが、当時の観客はより派手な見世物が始まるといなくなってしまい、『義母』の上演は2回失敗したりしている。冒頭の『自虐者』のセリフはキケロやセネカに引用され、有名な標語となった。
作曲家フラックス（en:Flaccus (composer)）がテレンティウスの『義母』の一節（1行）につけた旋律は、無傷で残っている古代ローマの音楽のすべてであると言われてきた。しかし、最近では、それは贋作であると言われている。
1世紀後半にはウァレリウス・プロブスが、2世紀にはアエミリウス・アスペルが注釈を作っているが、現在まで残っているのはドナトゥスのものである。

### 中世以降

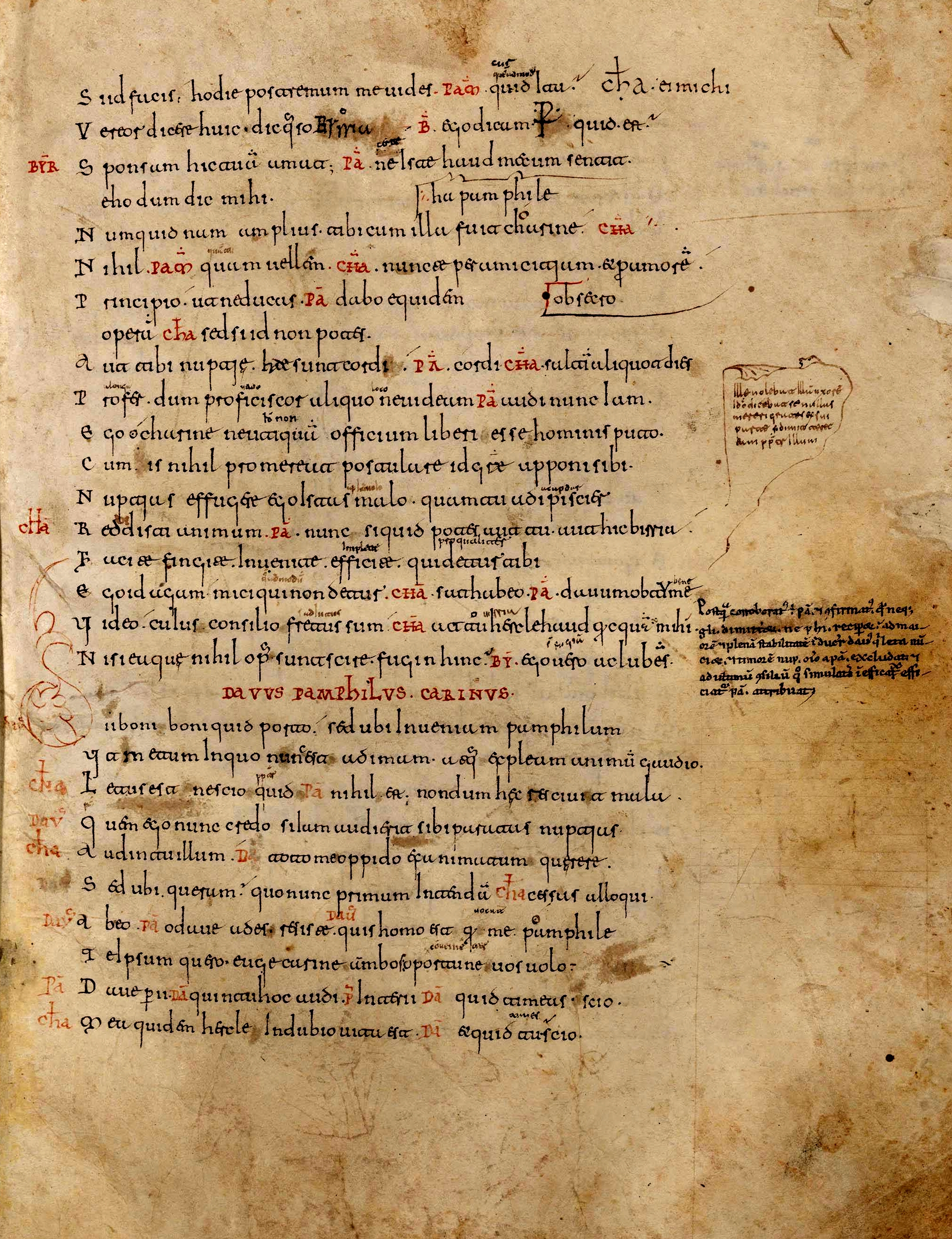
11世紀の写本。スペイン国立図書館

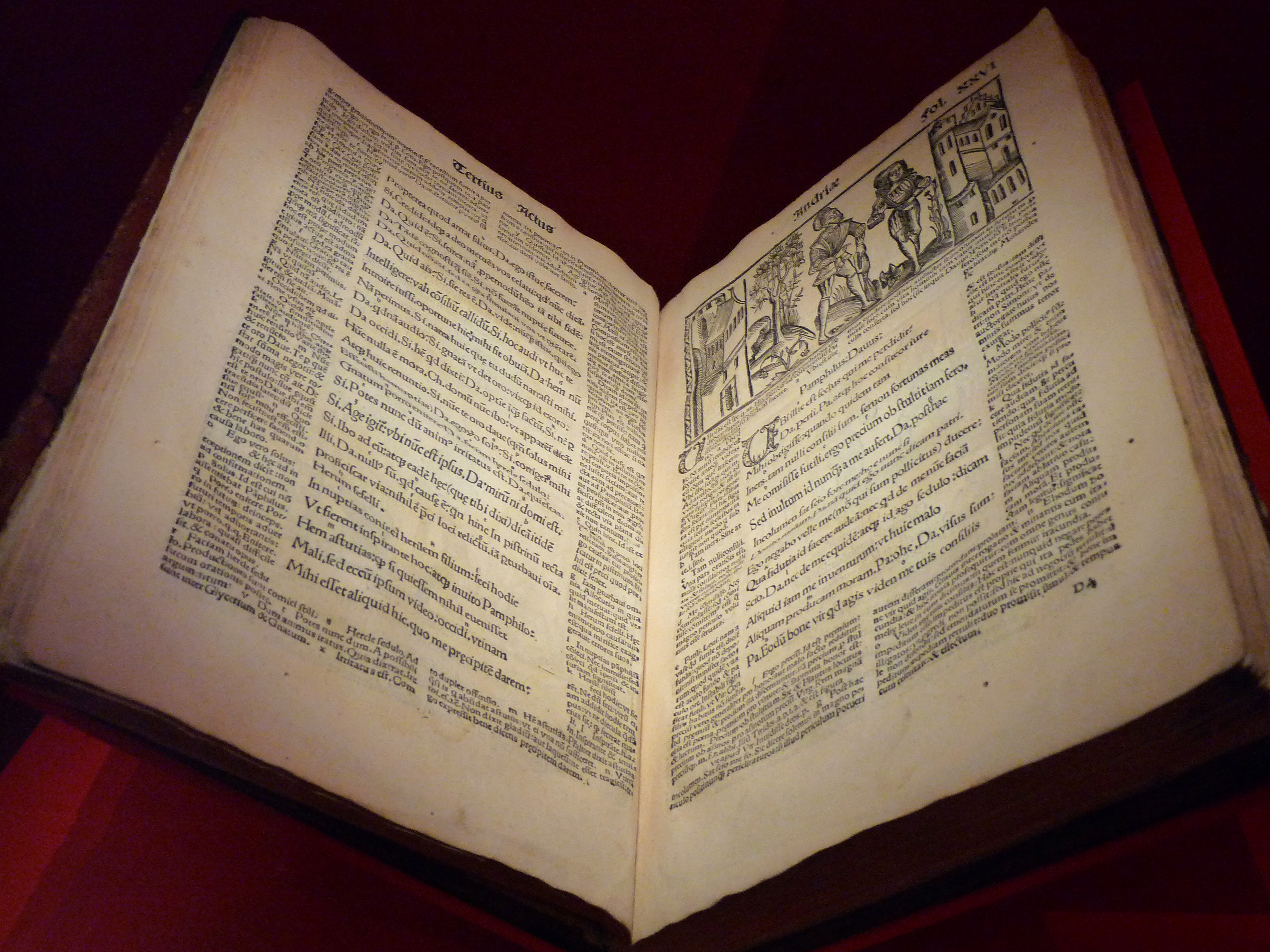
ヨハン・グリューニンガーが1503年に出版した『テレンティウス喜劇集』ストラスブール歴史博物館

中世ヨーロッパの演劇は、古代ギリシア・ローマとの繋がりは希薄だと考えられているが、修道院での研究は続けられていた。ベネディクト会の修道女ロスヴィータは、内容はキリスト教的ではあるが、テレンティウスの構成を研究して6つの劇を制作しており、テレンティウスの作品は中世においても高く評価され、人気があったと考えられている。
テレンティウスの写本は、5世紀の東ローマ帝国のものと、9世紀のカロリング朝の2つの系統で伝わり、活版印刷が発明されると、1470年にはストラスブールで全集が出版され、16世紀にはヴェネツィアやフィレンツェでも出版された。15世紀、イタリアのフェラーラでプラウトゥスやテレンティウスの作品が上演されるようになると、それを元にしてオリジナルの劇が制作され、その幕間劇が発達し、オペラへと繋がっていく。学者Claudia Villaは800年以降に書かれたテレンティウスの写本は650冊あると見積もっている。
ロスヴィータは、教養ある人間は異教のテレンティウスの戯曲のキリスト教版を読むべきで、そのために自分は戯曲を書いたと言い、一方マルティン・ルターは、「人は万物の霊長である」という洞察に切り出すのにしばしばテレンティウスを引用したばかりでなく、子供の学校教育のために彼の喜劇を推薦した。
エラスムスも青少年が読むべきとし、イギリスでも16世紀からその作品は上演され、17世紀以降のウィリアム・コングリーヴやリチャード・スティール、リチャード・ブリンズリー・シェリダンといった劇作家や、フランスのモリエールらにも影響を与えた。ただ、フランスではプラウトゥスのものが先に上演され、テレンティウスの作品は、『宦官』が1654年にジャン・ド・ラ・フォンテーヌによって翻訳されはしたものの、初めて上演されたのは1691年と遅れ、『宦官』をかなり変更した翻案である『口の利けない男』としてであった。テレンティウスの作品に現れる古代ローマの様子が、当時のフランスの倫理観にはそぐわなかったため、変更されたものと思われる。
アウグスティヌスは演劇を風紀を乱すものと見做したが、フランスでも伝統的にその考えが支持されており、ポール・ロワイヤル修道院の小さな学校では演劇が禁止されていた。しかし、その言葉の美しさから、テレンティウスの作品は1647年にサシ師によって『アンドロス島の女』、『兄弟』、『ポルミオ』が翻訳され、プラウトゥスの作品と共にラテン語教育の教材として使われていた。1658年から翌年にかけて、プラウトゥスと合わせてテレンティウス全集の対訳がミシェル・ド・マロールによって書かれている。テレンティウスの作品は、演劇としてだけでなく、その文章自体が高く評価され読まれてきたが、そのためかえって演劇としての本質が忘れられる側面もあった。。
エラスムスはラテン語習得のための最良のテキストとしてテレンティウス、次いでプラウトゥスを挙げ、『格言集』の中で多数のテレンティウスの文章を引用している。ドービニャック師（英語版）は、プラウトゥスよりテレンティウスのセリフの方が優雅だと評している。テレンティウスの3作品を翻訳したサシ師は、その上品さと文の美しさを評価している。ラ・フォンテーヌは、テレンティウスの写実性を高く評価しており、同時代のポール・ペリソンは、テレンティウスを前衛詩人として賞賛している。小林標は、彼の作品は一種の普遍性を持ったものだと評価している。

## 作品

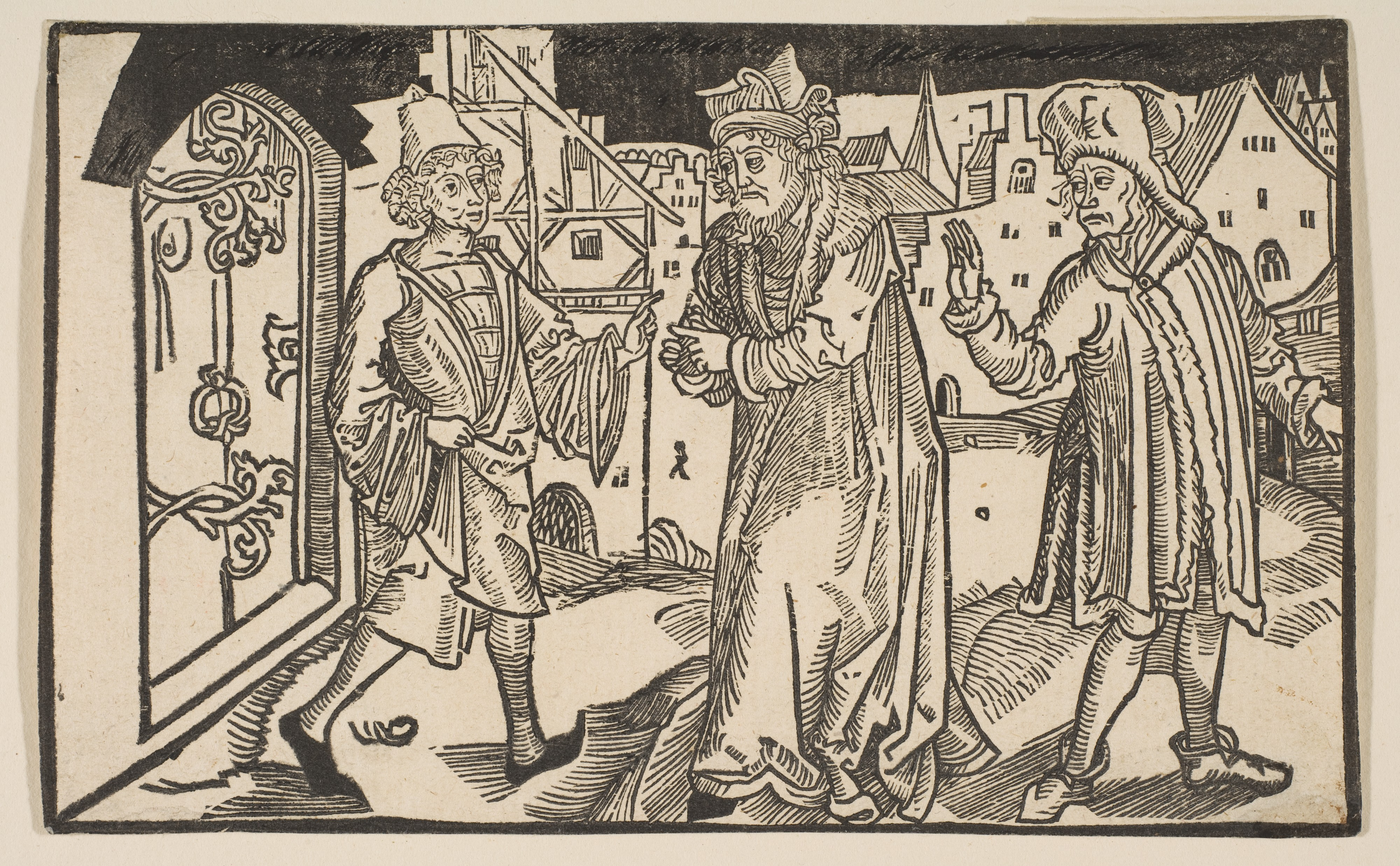
アルブレヒト・デューラーの描く『アンドロス島の女』の1シーン。メトロポリタン美術館

- 『アンドロス島の女』（en:Andria (comedy)）：デビュー作で、原作はメナンドロス『アンドロス島の女』『ペリントゥスの女』[41]。前166年のメガレ祭で上演[42]。
  - アテナイのシモは、息子パンピルスを、友人クレメスの娘と結婚させようとするが、パンピルスにはアンドロス島出身の恋人グリュケリウムがおり、そのことを知ったクレメスは婚約を破棄。シモはクレメスを説得したが、グリュケリウムはパンピルスの子を産む。そこへアンドロス島から長老がやってきて、グリュケリウムの生い立ちを語る。彼女は実は・・・ローマ喜劇の典型的な作品[43]・

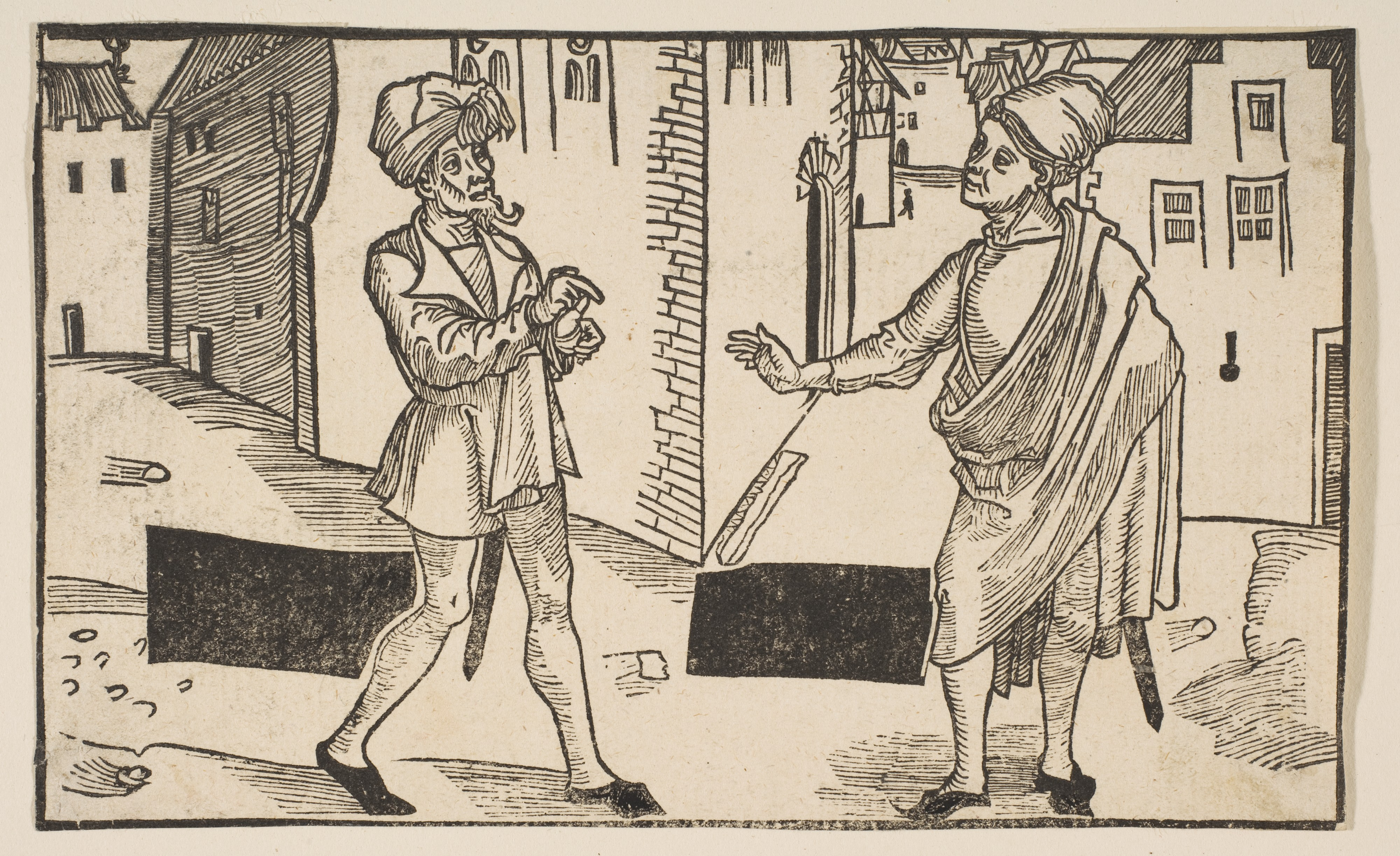
『義母』

- 『義母』（en:Hecyra）：原作はカリュストスのアポロドーロスの作だが、メナンドロス『調停裁判』が大本であると考えられる[44]。前165年のメガレ祭、前160年のパウッルスの葬儀、ローマ祭で上演[42]。
  - ラケスの息子パンピルスは、ピディップスの娘ピルメナと結婚。ところがピルメナは妊娠しており、パンピルスの不在中に里帰りしてしまう。身に覚えのないパンピルスは困惑し、妻の母親から泣きつかれ口をつぐむが、息子夫婦の仲を巡って親世代の夫婦仲までギクシャク。ラケスは息子の昔の恋人を疑って彼女を呼び出す。そこで明らかになった真実とは・・・ローマ喜劇としては異色の作品[45]。

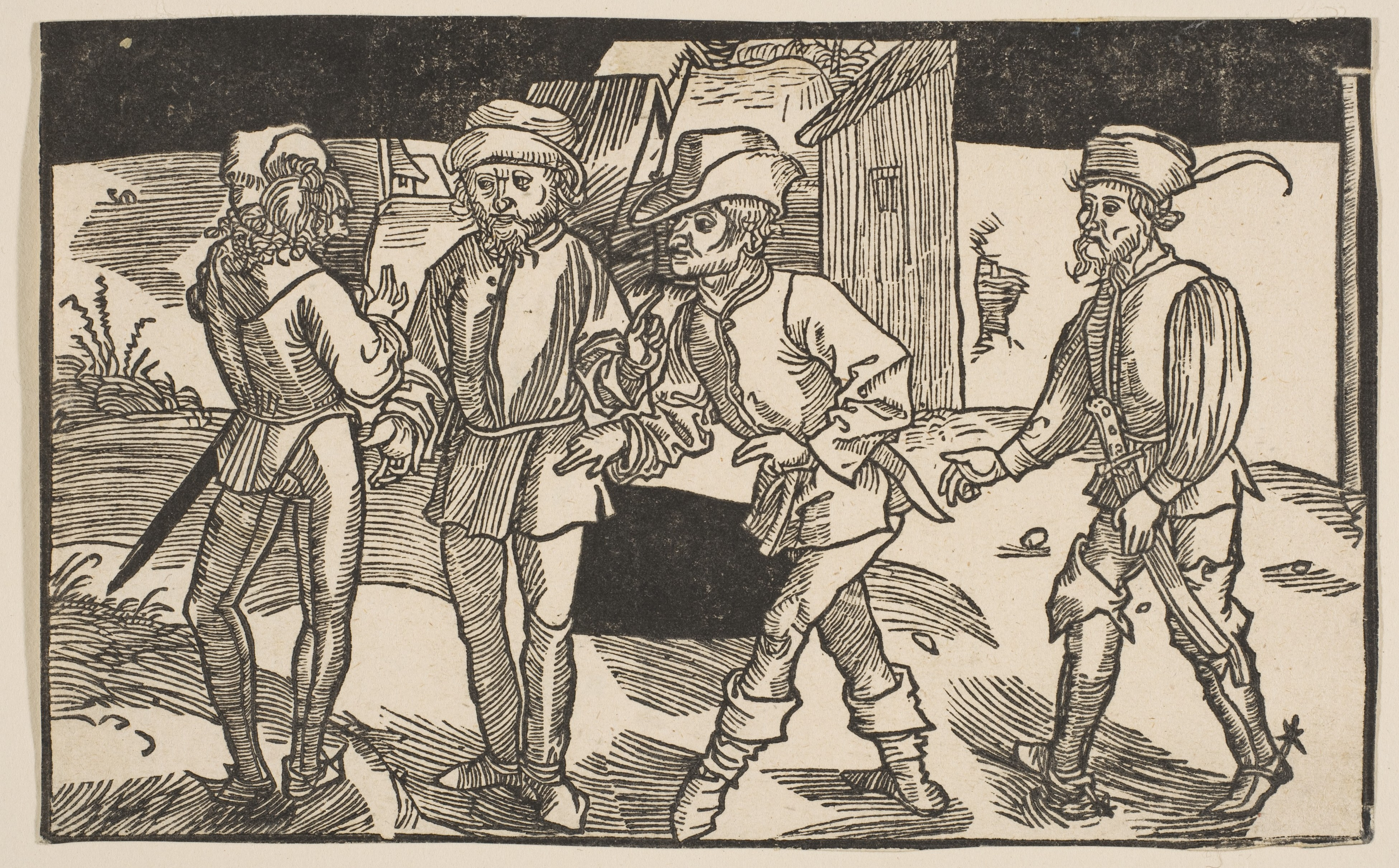
『自虐者』

- 『自虐者』（en:Heauton Timorumenos）：原作はメナンドロス『自虐者』[46]。前163年のメガレ祭で上演[42]。
  - 「言葉だけの劇」。前口上で、静かに見て欲しいというお願いがある。滑稽なまでに自虐的なメネデムスが、自信満々でお節介なクレメスと、頼りない息子クリティポとの間を最終的に和解に導く。2組の若人の恋の行方と、クリティポの奴隷シュルスの策動が見所[47]。

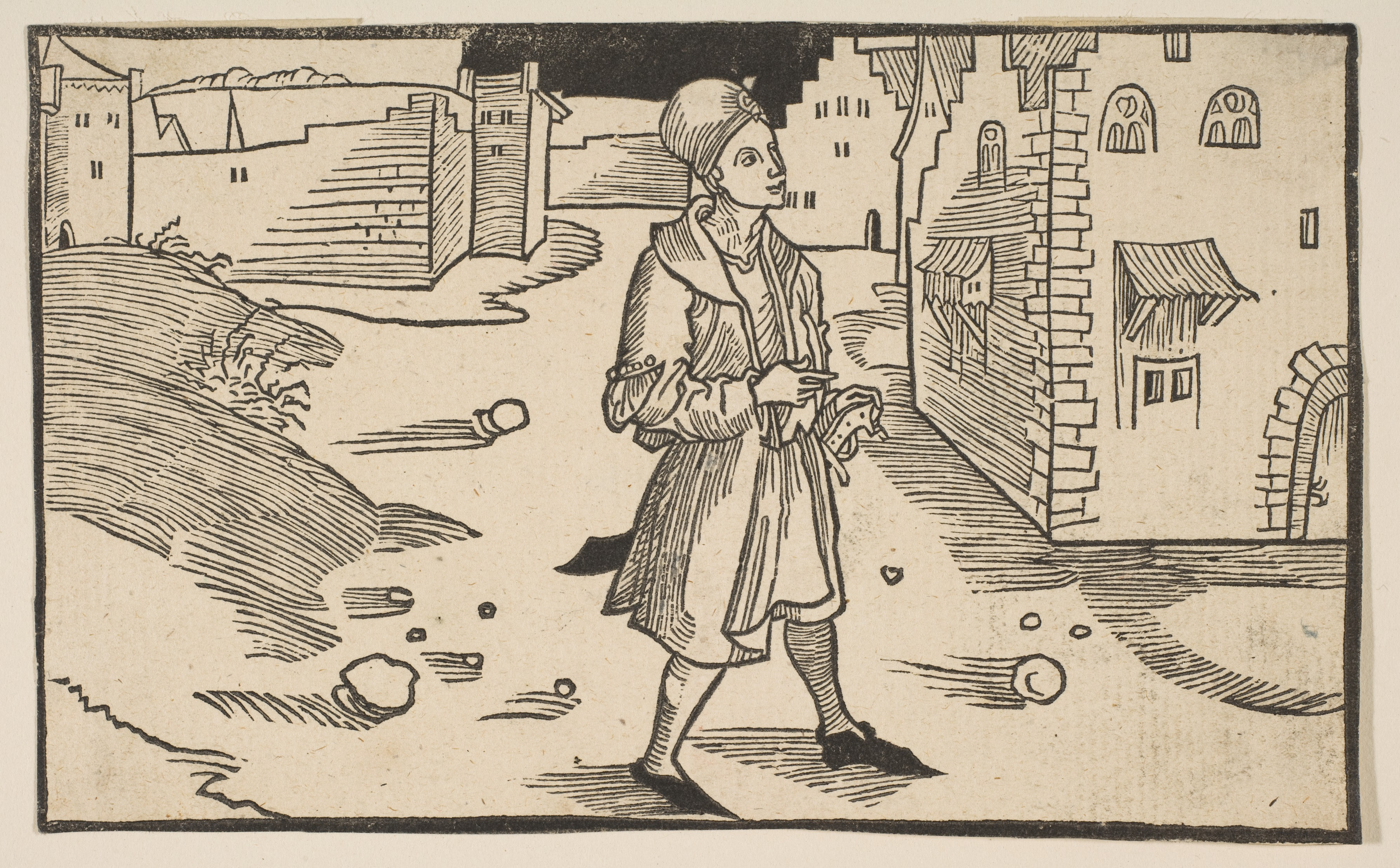
『宦官』

- 『宦官』（en:Eunuchus）：原作はメナンドロス『宦官』、『へつらい男』から数名拝借[48]。前161年のメガレ祭で上演[42]。
  - ロドス島出身の遊女タイスを狙う二人の男、パエドリアとトラソは、それぞれ彼女にプレゼントする宦官と奴隷女を用意する。実はこの奴隷女は、幼い頃離ればなれになったタイスの実の妹であった。ところがこの奴隷女を偶然見かけたパエドリアの弟カエレアは彼女に一目惚れ、奴隷の入れ知恵で兄の用意した宦官になりすましてタイスの家に入り込み、彼女を犯してしまう[49]。

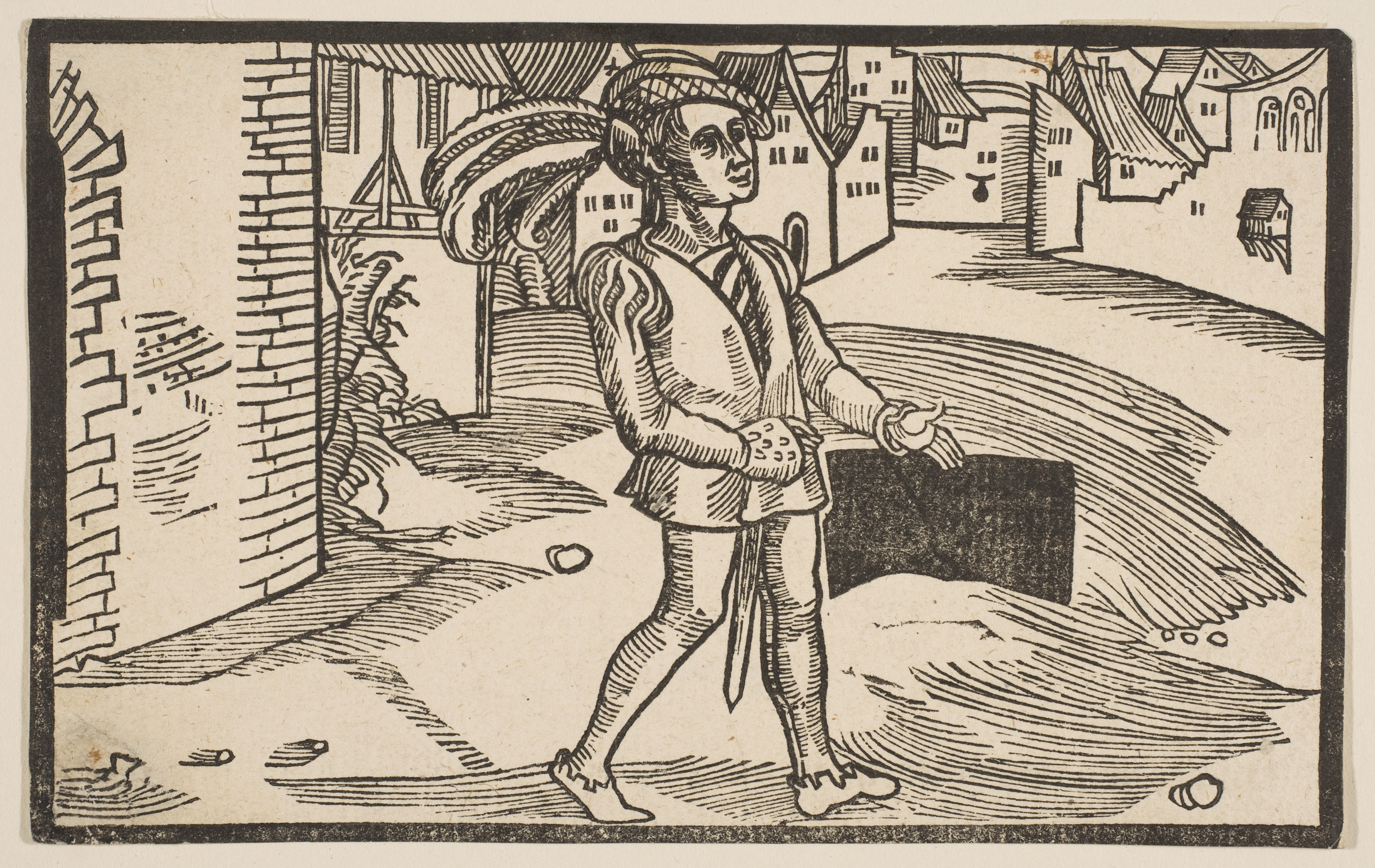
『ポルミオ』

- 『ポルミオ』（en:Phormio）：原作はカリュストスのアポロドーロス『婚姻提訴人』[50]。前161年のローマ祭で上演[42]。
  - 金持ち兄弟のクレメスとデミポには、だらしない息子パエドリアとアンティポがいた。それぞれ遊女と貧乏人の娘に惚れた二人を助けようとする奴隷ゲタだが、そこに居候ポルミオが助け船を出し、娘の後見人になりすましてアンティポに思いを遂げさせる。デミポが帰って来ると、ポルミオは今度は結婚解消を約束して彼から金を巻き上げる。ところがこの娘は実は・・・こちらも典型的な展開[51]。

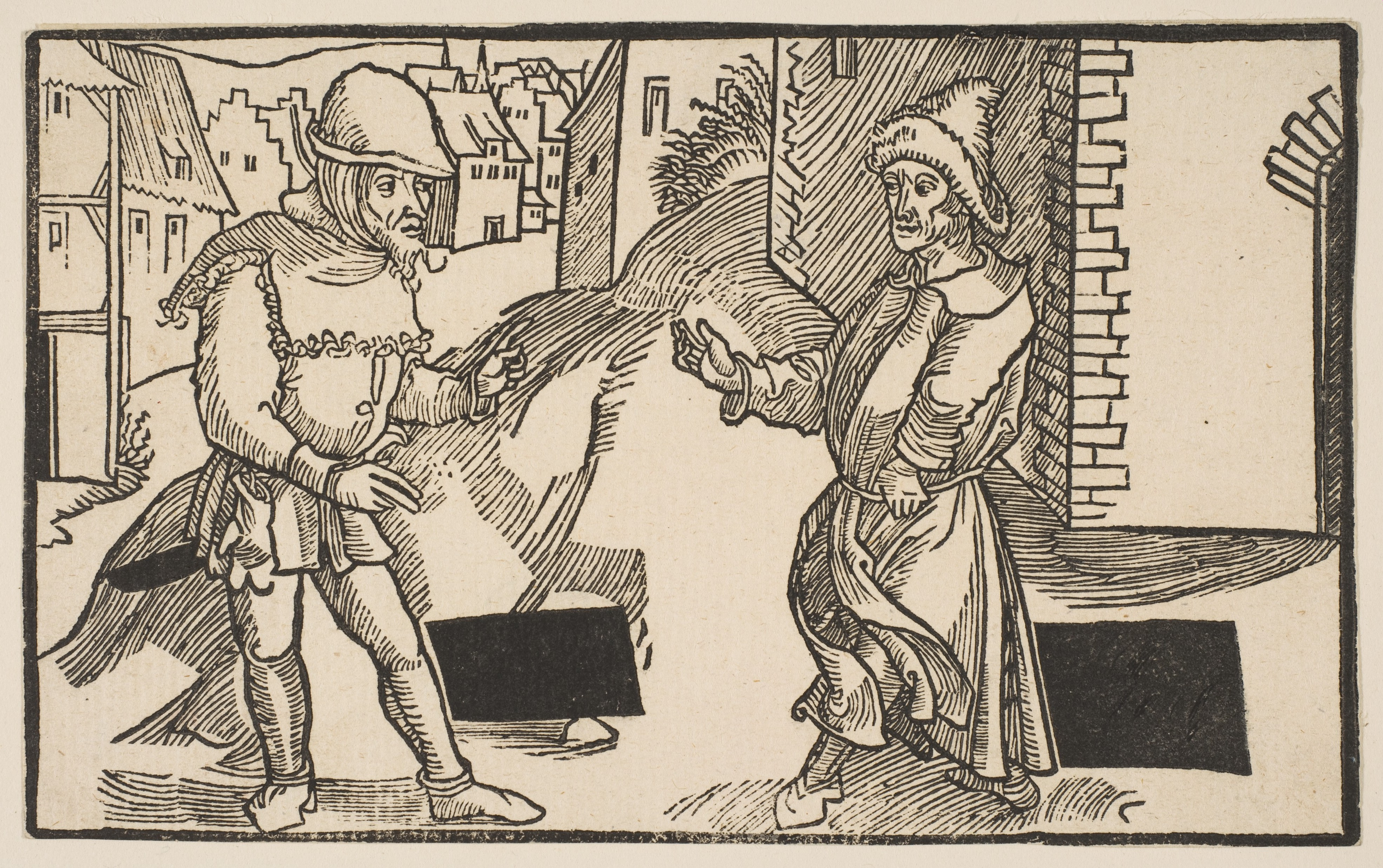
『兄弟』

- 『兄弟』（en:Adelphoe）：原作はメナンデルの作とディピルスの作[52]。前160年のパウッルスの葬儀で上演[42]。
  - 田舎者の頑固親父といった風情の兄は二人の息子をもうけ、都会で独身生活を楽しむ弟に、そのうちの一人を養子に出す。しかし頑固親父の息子は遊女と恋に落ち、養子の方は兄弟のために身代わりとなって遊女をさらってしまう。それを知った頑固親父は弟の元に怒鳴り込むが、自分が子供たちに愛されてないと思い込み、弟の財産を使ってトンチンカンな奇行に走る。父親とは・・・教育とは・・・本質に斬り込む問題作[53]。

### 日本語訳
- 鈴木一郎 訳『古代ローマ喜劇全集　第５巻　テレンティウス』東京大学出版会、1979年。ISBN 978-4130840354。
- 『ローマ喜劇集 5』京都大学学術出版会〈西洋古典叢書〉、2002年。ISBN 9784876981397。
  - 『アンドロス島の女』木村健治訳、『自虐者』城江良和訳、『宦官』谷栄一郎訳、『ポルミオ』高橋宏幸訳、『義母』上村健二訳、『兄弟』山下太郎訳
- 『アンドロスから来たむすめ』（泉井久之助 訳『ギリシア・ローマ劇集』筑摩書房〈筑摩世界文学大系 4〉、1972年。）
- 『ポルミオ』（岡道男 訳『世界文学全集2『縛られたプロメテウス』『綱曳き』他』講談社、1978年。）
- 『自虐者』（『ギリシアローマ古典劇集』筑摩書房〈世界文学大系 2〉、1959年。新版・筑摩世界文学大系4）